# Economizador

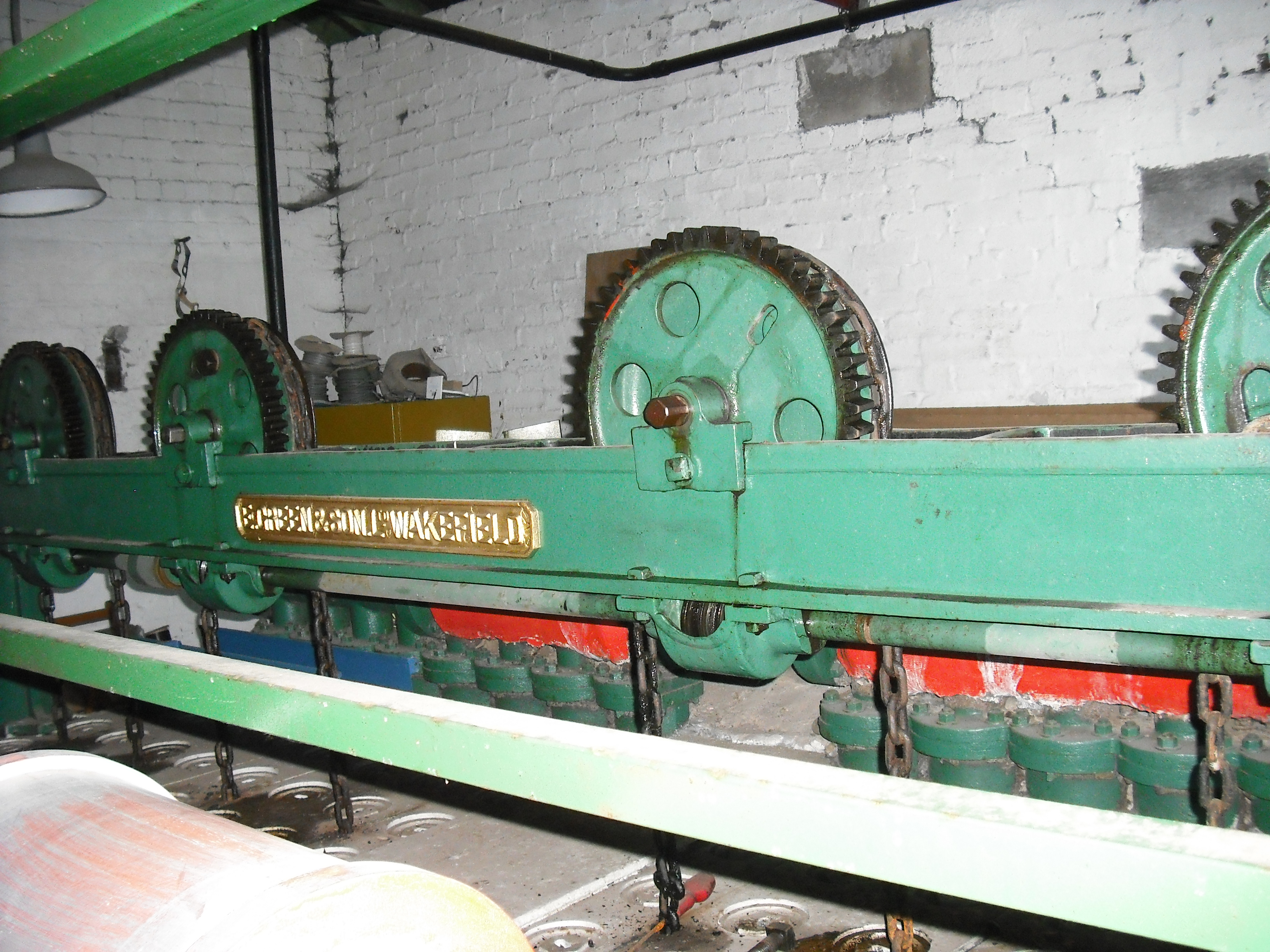
Un economizador en Bancroft Shed.

Un economizador es un dispositivo mecánico intercambiador de calor que pretende reducir el consumo de energía, o desarrollar otra función práctica como el precalentamiento de un fluido. Hacen uso de la entalpía en fluidos que no están lo suficientemente calientes como para ser usados en una caldera, recuperando la potencia que de otra forma se perdería, y mejorando el rendimiento del ciclo térmico.
Puede ayudar al ahorro de energía en edificios, utilizando el aire exterior como medio de enfriamiento. Cuando la entalpía del aire exterior es menor que la entalpía del aire recirculado, enfriar el aire del exterior es más eficiente, energéticamente hablando, que enfriar al aire que ha recirculado. Ahorra costes por consumo de energía en climas templados y fríos, pero no es apropiado en climas calientes y húmedos.
Se llamó 'Economiser' a un diseño -1816- de Robert Stirling de un motor de aire que almacenaba calor de su parte caliente según el aire pasaba a la parte fría, el motor Stirling.
Especial para lecciones de Tecnología industrial en universidad.
- Datos: Q1389702
- Multimedia: Economisers / Q1389702